# ANOTHER LIFE
『ANOTHER LIFE』（アナザーライフ）は、SHU（池森秀一）のデビューシングル。

## 解説
リリース当時は「R&B系期待の大型新人」として、正体を明かしていなかった。これは本人の「DEENのヴォーカリストという先入観を抜いて聴いて欲しい」という意図による。ただしインナーフォトで（分かりにくくなってはいるが）顔が確認でき、c/wに同バンドの田川伸治が参加していた。後にDEENのFC会報で正式に正体を語った。
DEENも参加した日韓共同アルバム「PROJECT 2002 The Monsters」に韓国の歌手Positionとのデュエット「For You」を収録して後は、SHU名義による活動はない。なお「ANOTHER LIFE」は韓国映画「猟奇的な彼女」にDEEN名義による英語版が使用され、韓国版のサントラと『DEEN PERFECT SINGLES +』に収録されている。
「YOU MAKE FEEL BRAND NEW」はスタイリスティックスのカヴァー曲。

## 収録曲
1. ANOTHER LIFE
作詞：SHU、作曲・編曲：Kim Hyung Suk
2. SHA LA LA LA LOVE YOU featuring JK
作詞・作曲：SHU、編曲：Kim Hyung Suk
3. YOU MAKE ME FEEL BRAND NEW
作詞：LINDA CREED、作曲：THOMAS BELL
4. ANOTHER LIFE〜Reprise〜
5. ANOTHER LIFE〜GROOVE THAT SOUL MIX〜
Remixed：SATOSHI HIDAKA from GTS（appears courtesty of AVEX INC.）

## 収録アルバム
- DEEN PERFECT SINGLES + (#1)
- DEEN The Best FOREVER 〜Complete Singles +〜 (#1)

## スタッフ
- Produced&Performed：SHU
- Co-Produced：Ryoichi Terashima（BMFC）
- Executive Produced：Kazuo Kambayashi（Beside）　他

## タイアップ
- TBS系全国ネット 『オフレコ!』エンディングテーマ[1]。